# Ingegneria nucleare

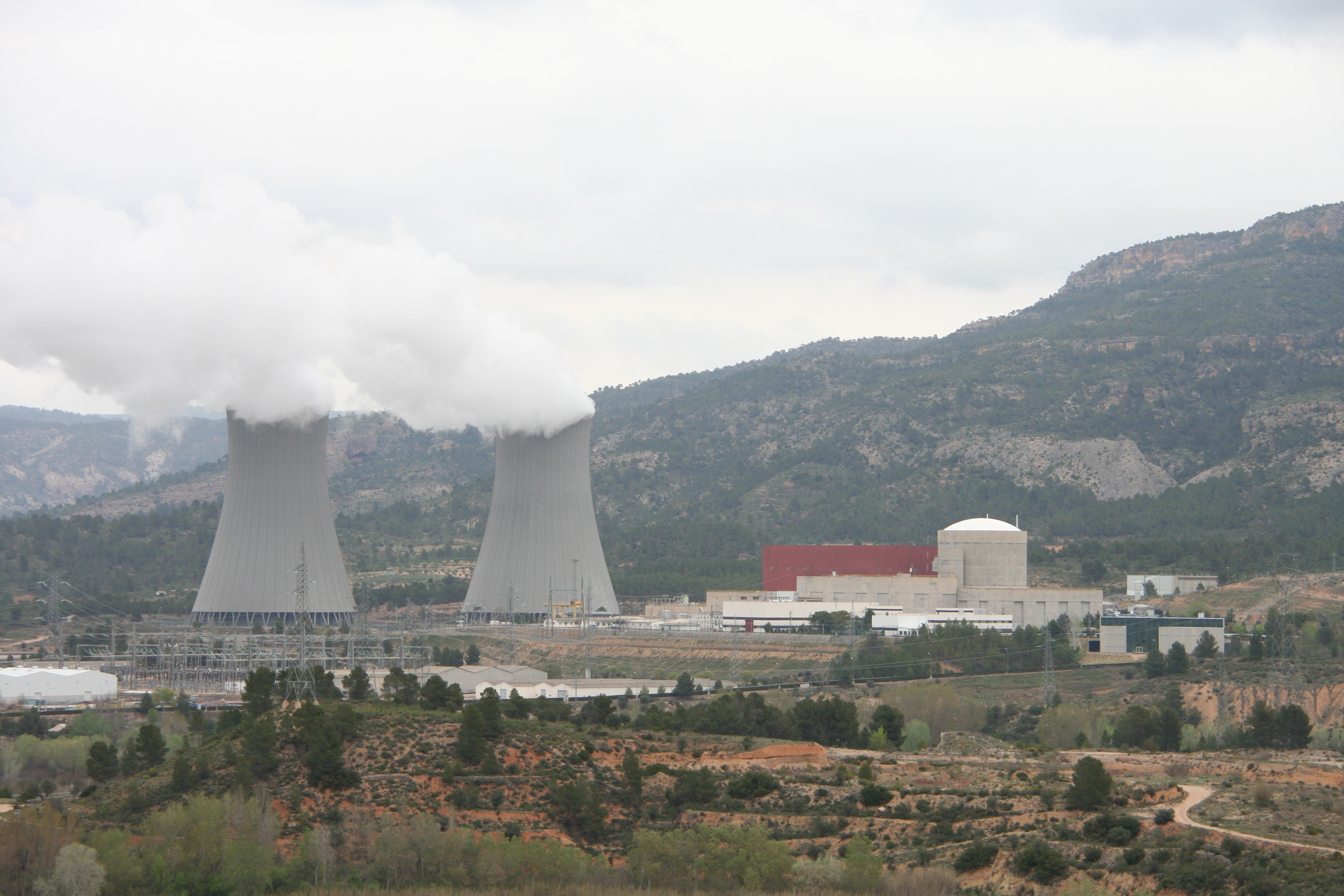
La centrale nucleare di Cofrentes, in Spagna

L'ingegneria nucleare è la branca dell'ingegneria che si occupa di applicare i processi della fisica nucleare al fine di progettare tecnologie nucleari che trovano impiego in vari settori, dall'energetico al medico e al militare.
Uno degli ambiti principali è l'utilizzo dell'energia nucleare per produrre elettricità: la disciplina prevede la progettazione, la sperimentazione, l'attuazione e il mantenimento delle centrali nucleari e dei reattori nucleari, e in generale dei sistemi e dei componenti utili alle reazioni nucleari.
L'ingegneria nucleare si relaziona con altri campi della fisica applicata quali il trasferimento del calore, la criogenia, l'idraulica, la scienza dei materiali e le reazioni chimiche applicate. Inoltre come nel caso di altri settori industriali (aerospaziale, chimico, meccanico ed elettronico) si imbatte spesso nell'analisi e nella modellizzazione di sistemi complessi talvolta troppo costosi da essere testati in laboratorio. Inoltre, una parte primaria della disciplina riguarda lo studio degli incidenti nucleari, che possono avere effetti catastrofici. Sono dunque significativi l'analisi del rischio, la radioprotezione e lo smaltimento di rifiuti radioattivi.

## Storia
Sebbene il chimico Martin Klaproth si sia imbattuto nell'uranio già nel 1789, fino agli ultimi anni del 1800 i fenomeni nucleari continuavano a essere sconosciuti. Altrettanto non si può dire per quanto riguarda la prima metà del XX secolo: in poco meno di una quarantina d’anni, la fisica nucleare assunse un ruolo di estremo rilievo e prestigio anche ben al di là della sola comunità scientifica. Tuttavia, è pur vero che fino al termine del 1930, una ristretta cerchia accademica s’interessava allo studio di questi fenomeni e le uniche, nonché prime, applicazioni furono in campo medico.
In ogni caso, una soddisfacente comprensione della struttura atomica non si ottenne fino al 1932, quando James Chadwick scoprì il neutrone. Il lavoro di Chadwick fu di importanza così rilevante che è uso distinguere due periodi nella storia della disciplina: ciò che avvenne prima del 1932 e ciò che segue il 1932.

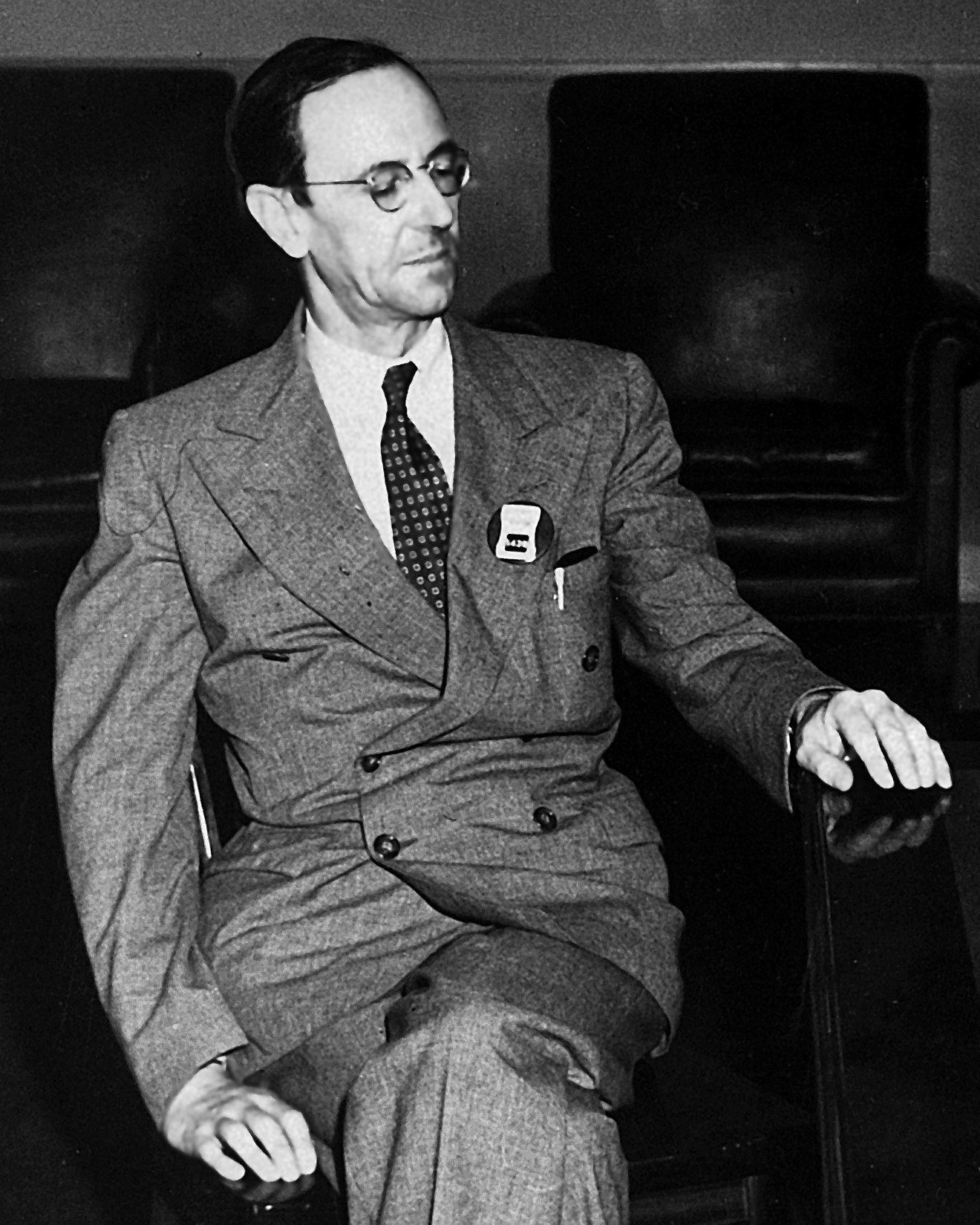
James Chadwick

Queste ricerche, almeno nei primi anni, s’inserirono nel più vasto progetto di classificazione e studio degli elementi presenti in natura, ampliando ciò che Lavoisier, Dalton e Mendeleev avevano appreso. Quest’ultimo organizzò gli elementi fino ad allora conosciuti in base al loro peso atomico, proprietà fisiche e chimiche in una tabella che oggi porta il suo nome, fornendo così ai chimici del 1800 un potente strumento per la comprensione della struttura delle molecole. Se al termine del secolo la teoria atomica sembrava essere ben salda su questi fondamenti, non fu così a lungo. Infatti, molti prima di Chadwick iniziarono a investigare il mondo atomico, notando incompatibilità con le conoscenze fino ad allora ritenute certe.
Primo fra tutti fu Wilhelm Conrad Röntgen che nel 1895, lavorando con un tubo a raggi catodici, notò un brillante chiarore fluorescente di una lastra all’esterno del contenitore in vetro. Ne dedusse così l’esistenza di una particolare radiazione energetica in grado di penetrare il rivestimento oscurato del tubo catodico, radiazione fino ad allora ignota e per questo chiamata “radiazione x”. Questa permise una migliore comprensione della struttura della materia, in particolare quella cristallina, tanto da sviluppare la cristallografia a raggi X. Rientrano spesso nell’immaginario collettivo per il loro uso diagnostico, forse non a sproposito dato che tra il 1899 e il 1907 molti medici sfruttarono la capacità dei raggi x di attraversare i tessuti umani, rendendo così visibile la struttura ossea.
L’anno successivo alla scoperta di Röntgen, Becquerel, al tempo uno dei massimi esperti nei fenomeni di fosforescenza e risposta ottica dei materiali, studiò l’ipotesi che sostanze come sali di uranio potessero emettere raggi x se esposti ad una fonte luminosa (come la luce solare). Becquerel osservò come il minerale che conteneva l’uranio continuasse ad emettere radiazione anche in assenza di uno stimolo luminoso esterno. Oggi questo è noto come processo di decadimento radioattivo dei nuclei di uranio, emettendo particelle alfa e beta al fine di acquisire una configurazione stabile. Nonostante la radiazione gamma seguì nel 1900 per opera di Paul Villard, con la sola scoperta di Becquerel l’antica concezione di atomo quanto unità prima ed invisibile era caduta: gli atomi, o perlomeno alcuni di essi, emettevano particelle che componevano gli atomi stessi per cui non era possibile fossero questi i mattoni fondamentali di tutto il mondo materiale.
In quegli anni, a Parigi, era attiva Marie Sklodowska (in seguito Marie Curie) che s’interessò al lavoro di Becquerel nella ricerca di un argomento per la propria tesi di dottorato alla Sorbona. Marie Curie si concentrò sull’approfondire lo studio delle emissioni dai sali di uranio, grazie a un elettrometro, strumento inventato dai fratelli Curie per misurare correnti elettriche molto ridotte. Analizzando il minerale pechblenda (già noto a Becquerel) in un laboratorio poco fuori Parigi, Marie e Pierre approdarono alla conclusione che l’uranio non potesse essere l’unico elemento emissivo all’interno del minerale, poiché la quantità di “raggi Becquerel” non era concorde con la sola presenza di solo uranio. Si dedicarono così al lungo lavoro di isolare chimicamente l’altro elemento attivo da diverse tonnellate di pechblenda che avevano a disposizione. E così il polonio fu presentato nel 1898 all’Accademia delle Scienze Francesi, seguito pochi mesi più tardi dal radio.

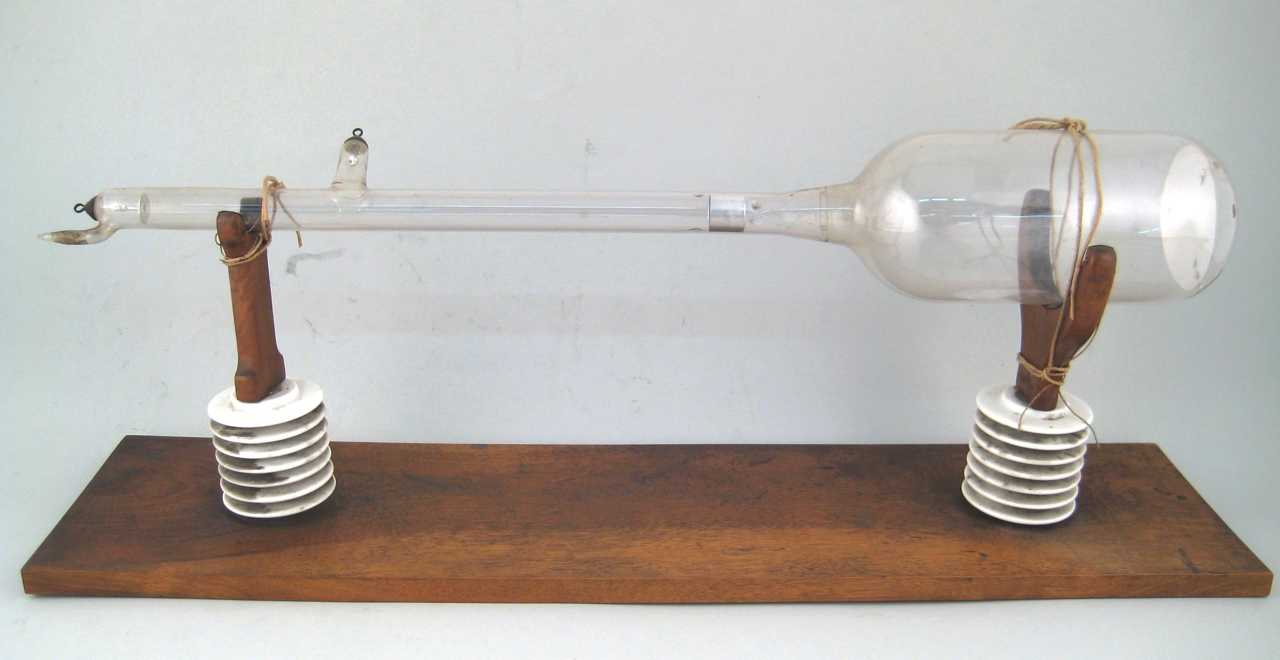
Tubo a vuoto per raggi catodici, di Braun - Museo scienza tecnologia Milano 13063

Nel mentre, in Inghilterra presso il laboratorio Cavendish di Cambridge, Ernest Rutherford non tardò a sperimentare con i molti tubi a raggi catodici di cui il laboratorio era fornito grazie al suo direttore, Joseph John Thomson. Thomson era per tutta l’Europa un riferimento nell’ambito della fisica sperimentale: oltre alle sue indubbie capacità, fu il primo a far breccia nella struttura atomica identificando “corpuscoli” (ora elettroni) di massa ben minore rispetto a quella dell’intero atomo. In realtà, il fisico britannico incontrò gli elettroni durante i propri esperimenti atti a determinare la natura delle interferenze luminose all’interno di un tubo catodico a vuoto spinto. Per questa ragione il laboratorio era ben fornito della strumentazione di cui farà uso Rutherford. Durante questi anni, infatti, egli sviluppò metodi di attenuazione del potere emissivo dell’uranio, riuscendo a schermare efficacemente le particelle alfa tramite fogli di alluminio. Una sua grande scoperta avvenne nel 1900, due anni dopo essersi trasferito da Cambridge all’Università di Montréal, in Canada. Qui lo studioso neozelandese, concentrandosi sul torio, descrisse per la prima volta il concetto di vita media, una peculiare caratteristica del decadimento radioattivo.
Rutherford, all’Università McGill, collaborò anche con Frederick Soddy, chimico scopritore pochi anni più tardi (1911) di vari isotopi di elementi radioattivi (fu Soddy a introdurre il termine “isotopo” nel 1913). Si accorsero che il torio aveva la capacità di trasformarsi spontaneamente in elementi differenti, fra cui il radon, che venne così aggiunto alla tavola periodica. L’importanza degli isotopi venne a crescere con l’invenzione della spettroscopia di massa, tecnica in grado di effettuare misure molto precise delle masse atomiche. Fu questa che permise a Francis Aston, assistente di Thomson dal 1909, di scoprire più di 200 isotopi prodotti per processi naturali.
Nel medesimo anno, Rutherford si spinse oltre, tanto che il suo maggior contributo lo diede nel provare che gli atomi fossero dotati di un nucleo. Nel suo esperimento, condotto con Hans Geiger ed Ernest Marsden, fece in modo di forzare il passaggio di particelle alfa attraverso una sottile lamina d’oro (scelto usato perché possibile ottenerne una lastra molto compatta), con la convinzione che queste particelle sarebbero transitate con nessuna deviazione o, al più, con deviazione trascurabile. Con non poca sorpresa dei tre, alcune particelle (una in 8000 pressappoco) non solo non transitarono in linea retta ma venivano deflesse in direzione opposta al loro moto in ingresso nella camera a nebbia. Rutherford comunicò questi risultati a Manchester nel 1911, anno in cui si ritiene aver preso il via quella che sarà poi la concezione dell’atomo come un sistema solare su dimensioni microscopiche.

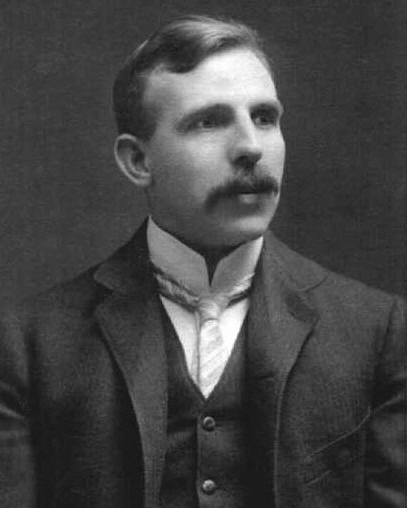
Ernest Rutherford

Per valide ragioni Rutherford viene definito come il “padre della fisica nucleare”. Infatti, fu suo il merito di portare all’attenzione i protoni, evidenziati tramite collisioni fra nuclei e particelle alpha, e l’atomo di idrogeno, l’elemento più semplice esistente. L’idrogeno interessò Rutherford per diversi mesi, che lo videro impegnati in molti tentativi di intaccarne il nucleo, tramite bombardamento con particelle alpha, senza tuttavia riuscirci: fu così costretto a dedurre che al centro dell’atomo di idrogeno non ci sia altro che un protone.
Queste nuove evidenze, per quanto sorprendenti, non lasciarono i fisici loro agio con la struttura atomica ipotizzata. Principalmente due furono le perplessità, derivate una dal tentativo di ricondurre l’atomi nel grande edificio della fisica classica e l’altra da dati sperimentali.

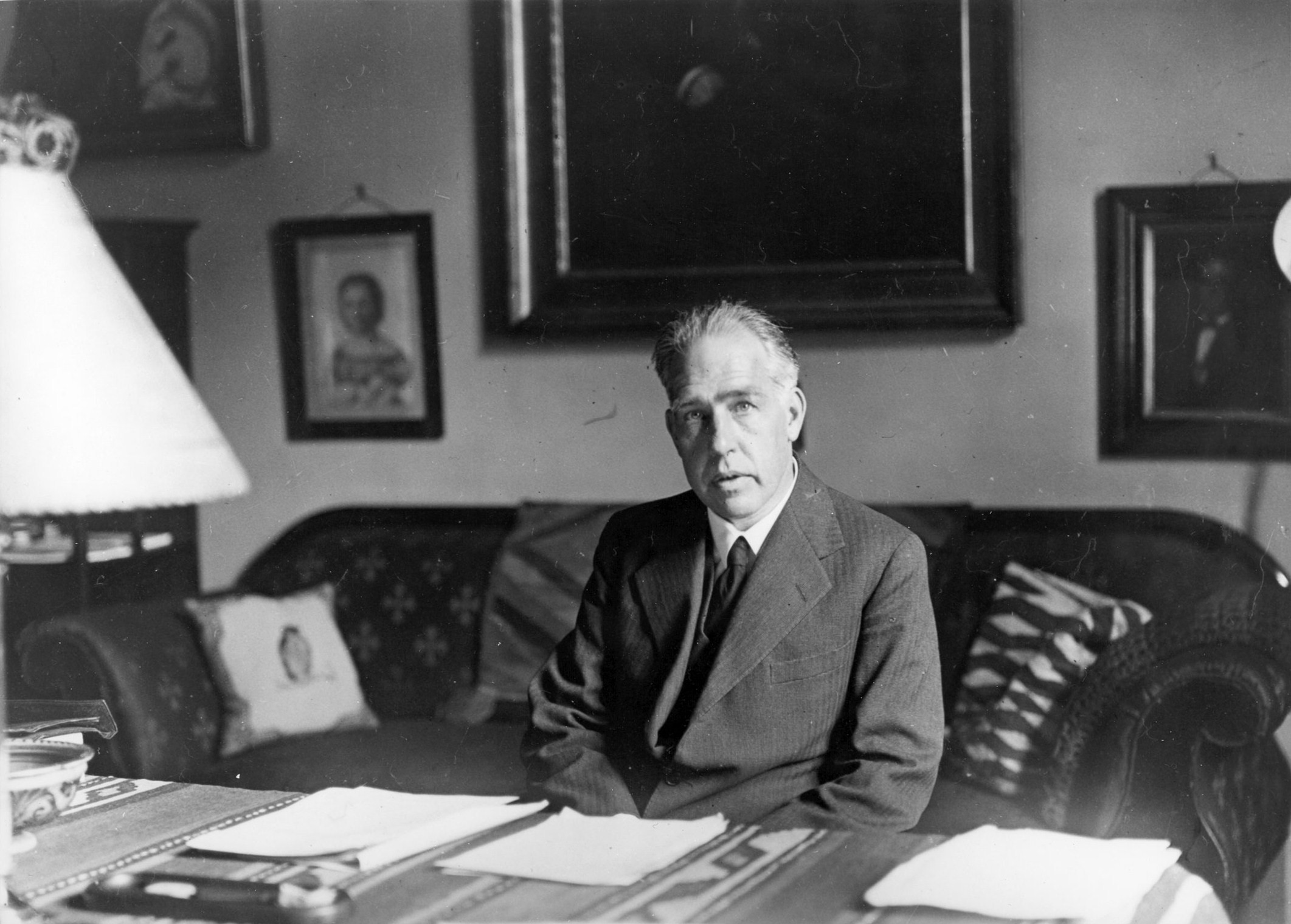
Niels Bohr 1935

Alla prima difficoltà pose temporaneo rimedio Niels Bohr nel 1913, proponendo l’idea che gli elettroni ruotassero attorno al nucleo centrale su orbite ben precise lungo le quali non emettono alcuna energia. La seconda difficoltà invece riguardava accurate e ripetute misure della massa dei diversi elementi che, con la sola eccezione dell’idrogeno, risultavano pressoché il doppio di quanto le teorie non affermassero. Pertanto si fece strada il sospetto che il nucleo atomico fosse composto d’altro rispetto a soli protoni e elettroni (la cui massa, oltretutto, era ridicola rispetto a quella del protone). Le misurazioni delle masse suggerivano che un'altra tipologia di particelle componesse il nucleo, ma questa non era stata ancora osservata nelle camere a nebbia. Fu James Chadwick nel 1932 ad ottenere l’evidenza della particella che chiamerà “neutrone”, nome dovuto alla neutralità di carica elettrica. Chadwick riuscì con successo a bombardare con radiazione alpha una lastra di berillio, da cui si separarono particelle che causarono l’emissione di protoni da pannello di paraffina. Seppur la camera a nebbia non individuò le particelle che colpirono la paraffina, Chadwick dedusse indirettamente l’esistenza di “proiettili” che invece la colpirono.
Di pari passo con queste scoperte, si affacciarono molte speculazioni teoriche che promettevano di rendere conto del mondo atomico. A titolo d’esempio, negli anni trenta molti fisici si domandarono quale fosse il ruolo dei neutroni nella stabilità del nucleo. Il fisico giapponese Hideki Yukawa suggerì che i protoni non si respingessero a vicenda grazie a una nuova particella, il pione, mediatrice dell'interazione nucleare forte.
Al di là delle strade aperte verso la comprensione della materia che ci circonda, la scoperta del neutrone porta con sé anche una grande potenzialità di sviluppo dal punto di vista applicativo. Tanto che già nel 1940 un centinaio di articoli tecnici erano stati pubblicati. Grazie agli studi di Bohr già si era a conoscenza della possibilità di scindere un elemento pesante in due pressoché uguali in massa, e già egli suggerì che un processo del genere, nel caso dell'uranio, sarebbe favorito nell'isotopo 235 piuttosto che nel 238, il quale purtroppo è il più abbondante in natura (99,7%). Osservazioni che portarono poi alla problematica dell'arricchimento dell'uranio per l'impiego nucleare.

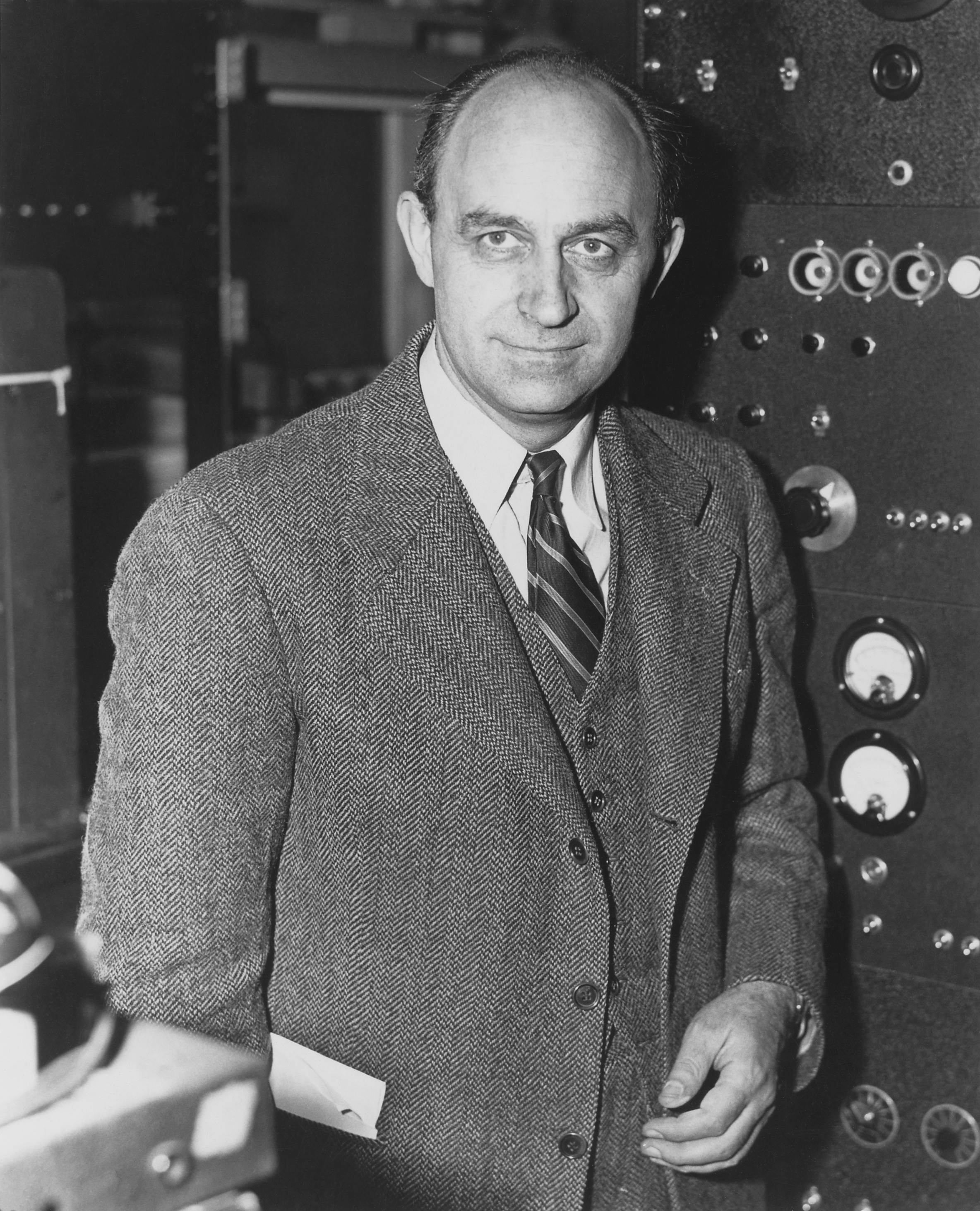
Enrico Fermi 1943-1949

Durante gli anni trenta Enrico Fermi e il suo famoso gruppo di via Panisperna condussero una serie di esperimenti volti ad indagare le proprietà dei neutroni. Secondo Fermi la mancanza di carica elettrica avrebbe giocato un ruolo fondamentale nelle reazioni nucleari. Fu infatti grazie agli studi condotti sui neutroni lenti (anche detti neutroni termici) che nel 1938 Fermi prese il Nobel.  Egli mostrò come rallentare i neutroni aumentasse la probabilità del processo di cattura neutronica, risultato per nulla scontrato se si pensa che nell'immaginario classico aumentare l'energia di una particella aumenti di conseguenza la probabilità che essa possa superare una barriera energetica. Su questa proprietà infatti si basano molte tecnologie odierne come i reattori che coinvolgono acqua pesante o acqua leggera (PWR).
Nel 1939 Otto Hahn e Frantz Strassman bombardando l'uranio con neutroni trovarono del bario come prodotto della reazione, un elemento che presenta una massa pari alla metà della massa dell'uranio e i fisici Frish e Meitner diedero i natali a questo fenomeno chiamandolo fissione nucleare, prendendo la terminologia dalle scienze biologiche. Ma il fatto notevole fu che gli esperimenti condotti rilevarono che la quantità di energia rilasciata nel processo era di svariati ordini di grandezza maggiore delle energie prodotte da qualsiasi altra reazione chimica. Fermi poi avanzò l'ipotesi che nel processo potessero essere emessi neutroni ed a cascata l'idea di poter sfruttare la dinamica del processo per sviluppare una catena che si autosostenga.
Ma il 1939 fu anche l'anno in cui scoppiò la seconda guerra mondiale. E la scoperta del plutonio avvenuta nell'anno successivo, elemento figlio di una trasmutazione dell'uranio-238 dotato di una massa critica minore dello stesso elemento padre, suggerì la possibilità dello sviluppo della bomba atomica.
Fu infatti una corsa alle armi e, spinti dall'idea che la Germania stesse impiegando ricercatori per lo sviluppo dell'armamentario nucleare, fisici non solo americani unirono le forze nel progetto segreto noto come "Progetto Manhattan". E le ricerche da loro svolte portarono nel 1942 alla Chicago Pile I, la prima catena di fissioni nucleari autosostenenti. Proprio in questi anni si può affermare che nacque l'ingegneria nucleare, sicuramente Robert Oppenheimer, Leò Szilard ed Enrico Fermi si ritenevano fisici ma la congiunzione tra tecnica e ricerca di base non era mai stata così fervida, e ciò che stavano facendo gettava le basi per questa nuova disciplina.

## Preparazione tipica
Quello che segue è il tipico lavoro quotidiano incluso nei programmi di ingegneria nucleare degli Stati Uniti.

### Preparazione scolastica
Come con ogni disciplina di ingegneria, la preparazione scolastica include esercitazioni di matematica attraverso elementi di calcolo e corsi introduttivi di fisica e chimica.

### Corso di laurea (negli Stati Uniti)
Il corso di laurea inizia con una base di meccanica e dinamica del moto delle particelle, termodinamica, introduzione alla programmazione, livello liceale di fisica e chimica e una rigorosa preparazione matematica attraverso le equazioni differenziali.
A metà del percorso un ingegnere nucleare deve scegliere una specializzazione nel campo che studierà successivamente. Il corso di studi successivo nel programma di ingegneria nucleare include la meccanica dei fluidi, la fisica del reattore, la meccanica quantistica, termoidraulica, i circuiti elettrici lineari, gli effetti delle radiazioni ed il trasporto del neutrone.
La specializzazione in fissione, include lo studio dei reattori nucleari, dei sistemi di fissione e delle centrali nucleari. I primi insegnamenti riguardano la neutronica e la termoidraulica per energia nucleare. È assolutamente necessaria una salda preparazione in termodinamica e in meccanica dei fluidi oltre che in idrodinamica.
La specializzazione in fusione nucleare include elettrodinamica e fisica del plasma. Quest'area è particolarmente orientata alla ricerca.
La specializzazione in medicina nucleare, include corsi riguardanti le dosi e l'assorbimento delle radiazioni da parte dei tessuti biologici.
Coloro che acquisiscono competenza in quest'area solitamente sono impiegati nel campo medico. Molti ingegneri nucleari che hanno scelto questa specializzazione proseguiranno il loro percorso diventando medici nucleari autorizzati o andranno nelle scuole di medicina per diventare oncologi. La ricerca è anch'essa una scelta comune per i laureati.

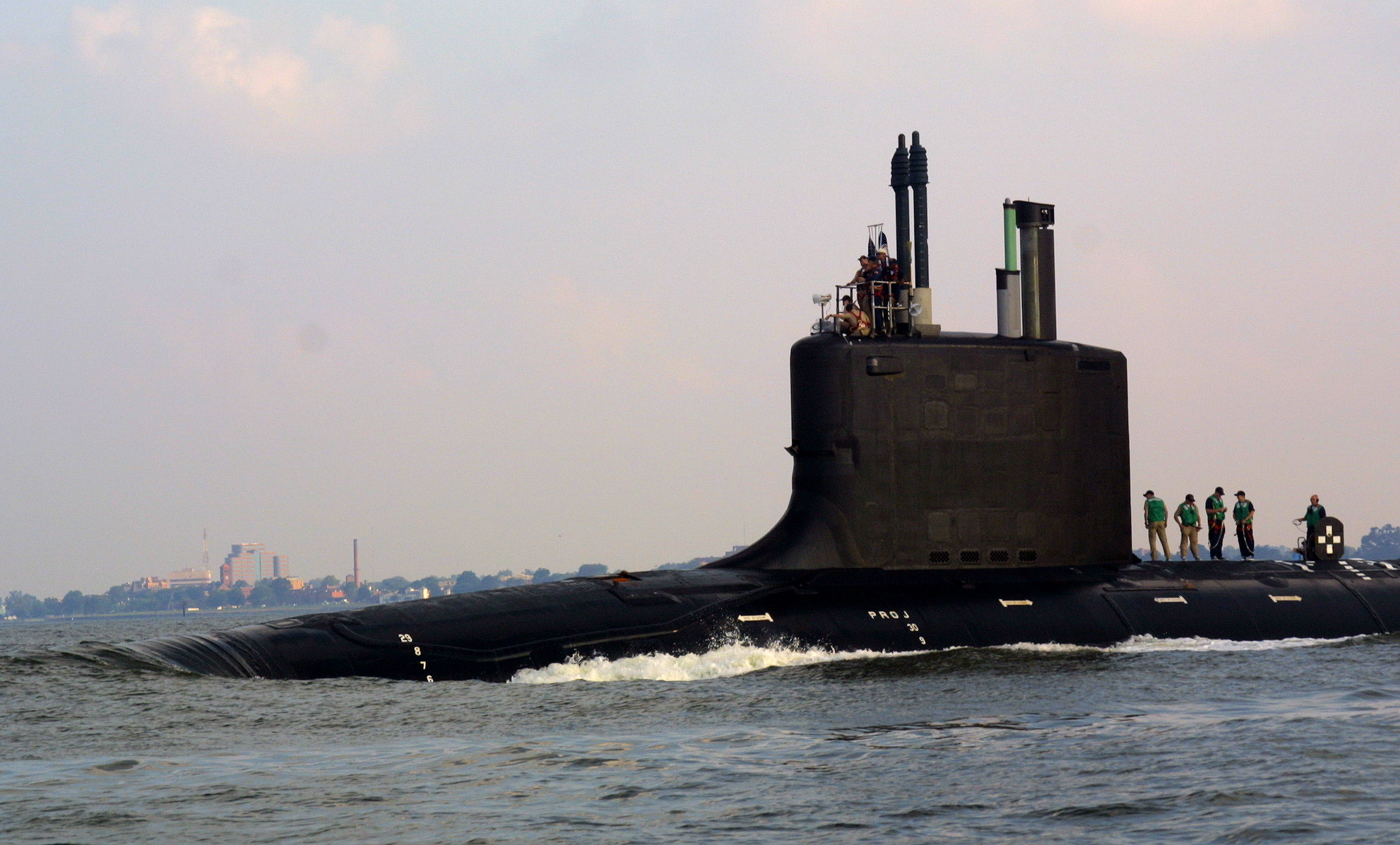
USS Virginia, un sottomarino per attacchi nucleari (SSN) classe Virginia

#### Naval Nuclear Power School
La marina degli Stati Uniti si è resa promotrice di un programma denominato Naval Nuclear Power School per addestrare sia gli ufficiali, sia i marinai addetti ad operare con l'energia nucleare. Mentre alcuni ufficiali hanno una laurea in ingegneria nucleare, molti hanno ottenuto le loro lauree in altre discipline di ingegneria. Inoltre molti degli addetti non posseggono nessun titolo di studio superiore. Nonostante questo, sono preparati, attraverso un rigoroso programma (che dura dalle 65 settimane per gli allievi macchinisti ai 18 mesi per un tecnico elettronico e gli allievi elettricisti), per operare su centrali nucleari ed elettriche a bordo dei sottomarini della marina e nella carriera in aviazione. Questo corso porta ad una certificazione del Dipartimento dell'Energia, e molti marinai scelgono di lavorare in centrali di energia civili dopo che la loro leva di sei anni è terminata.

## Aree professionali

### Fissione nucleare
Gli Stati Uniti traggono circa il 20% della loro elettricità dall'energia nucleare. È un'industria di massa, quindi formare un gran numero di ingegneri nucleari assicura la sua stabilità. Gli ingegneri nucleari in questo campo lavorano generalmente, direttamente o indirettamente nell'industria dell'energia nucleare o nei laboratori del governo.
Attualmente la ricerca nell'industria è indirizzata a produrre reattori con standard di sicurezza elevati, resistenti alle radiazioni ed economicamente convenienti. Nonostante nei laboratori governativi si ricerchi nelle stesse aree che nell'industria, essi studiano anche una miriade di altre soluzioni, come per esempio il combustibile nucleare, il ciclo del carburante nucleare, progettazione avanzata di reattori e progettazione di armi nucleari.

### Fusione nucleare e Fisica del plasma
Le aree di ricerca includono materiali resistenti alle alte temperature e alle radiazioni e la fisica del plasma. Dal punto di vista internazionale la ricerca è attualmente diretta allo sviluppo del reattore sperimentale (tokamak) ITER. La ricerca sull'ITER si focalizzerà anzitutto sulla fisica del plasma, evidenziando in particolare le possibili instabilità in esercizio, per poi concentrarsi sullo sviluppo tecnologico dei componenti per il futuro reattore DEMO. 
I ricercatori statunitensi stanno inoltre costruendo una macchina per il confinamento inerziale chiamata National Ignition Facility o NIF. 
NIF sarà usato per raffinare i calcoli di neutronica per l'iniziativa americana sull'uso delle riserve. Da notare che la fusione a confinamento inerziale è quella utilizzata per la realizzazione delle bombe H.
La differenza fra le macchine tokamak (o a confinamento magnetico) e quelle a confinamento inerziale è legata al fatto che, mentre nelle prime il plasma che, per le elevate temperature, non può essere in contatto diretto con nessun materiale, è tenuto in posizione tramite campi magnetici, invece nelle macchine a confinamento inerziale il plasma si autosostiene per le forze gravitazionali agenti fra gli atomi di idrogeno.

### Medicina nucleare e fisica medica
Un importante settore è costituito dalla medicina nucleare. Dalle macchine per i raggi X alle immagini ottenute grazie alla risonanza magnetica alla PET, tra gli altri, la medicina nucleare si occupa di molte delle moderne modalità di diagnosi.

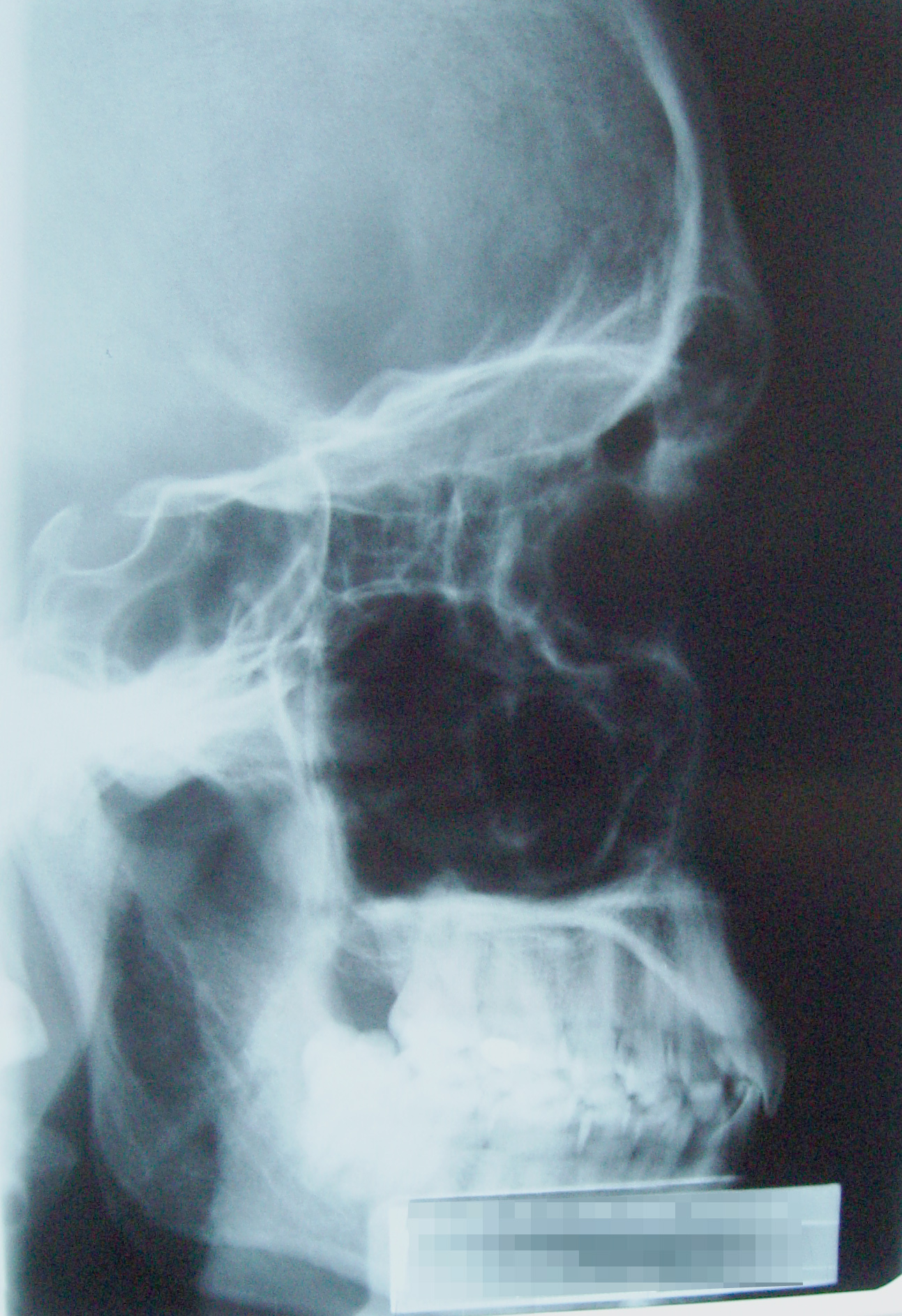
Immagine di un cranio umano ai raggi X
Risonanza magnetica di una testa
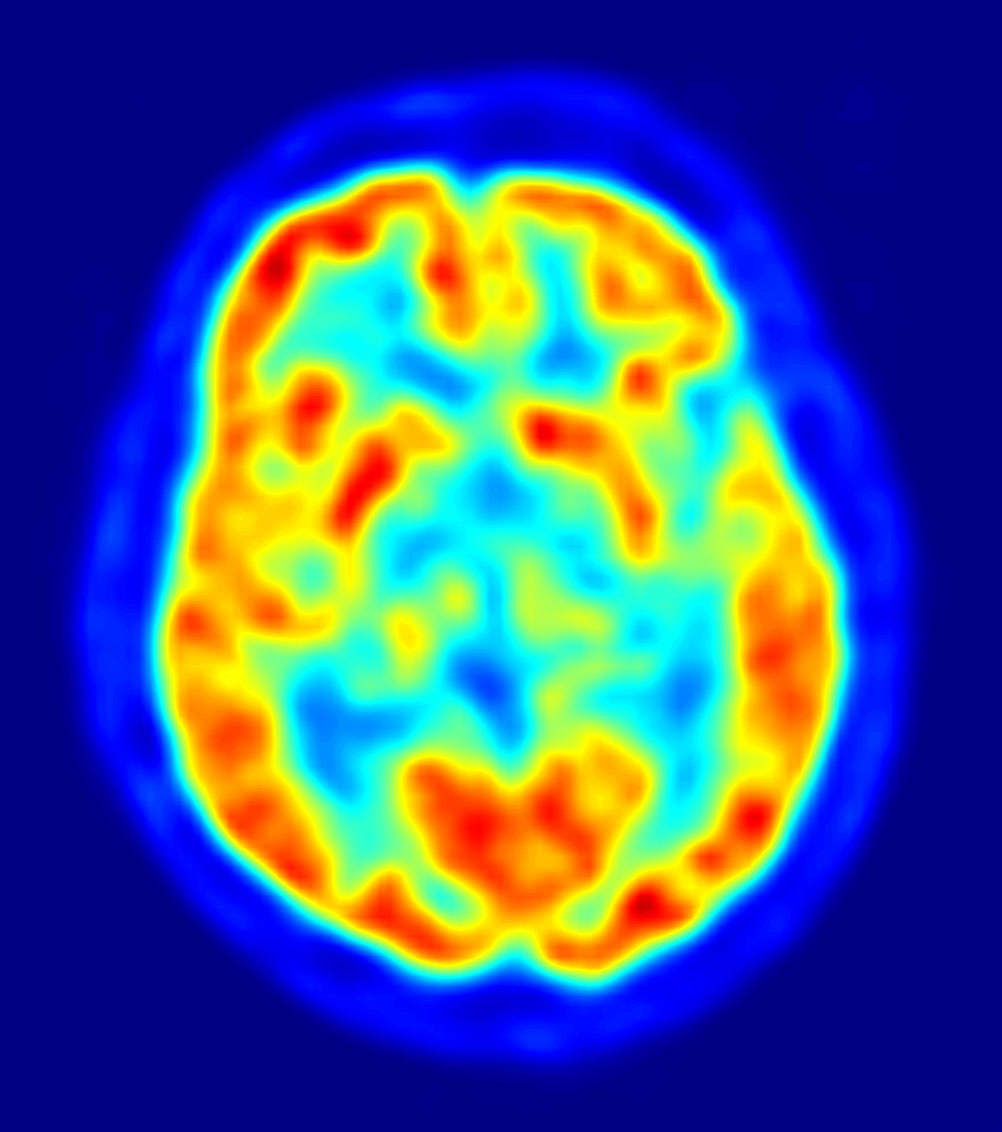
PET eseguito con un ECAT Exact HR+ PET Scanner

### Materiali nucleari e combustibili nucleari
La ricerca sui materiali nucleari è indirizzata principalmente a due aree principali, i combustibili nucleari e le modifiche indotte sui materiali dalle radiazioni. 
Lo sviluppo dei combustibili nucleari è cruciale per ottenere un maggior rendimento dei reattori nucleari. 
Gli studi sugli effetti delle radiazioni hanno molti fini, dallo studio delle modificazioni strutturali sulle componenti del reattore allo studio delle nano-modifiche dei metalli e dei semiconduttori usando raggi ionizzanti o acceleratori di particelle.

### Misure delle radiazioni
Gli ingegneri nucleari e gli scienziati radiologici sono interessati a sviluppare metodi per il rilevamento e la misurazione delle radiazioni ionizzanti più avanzati usandole per migliorare le tecnologie di rappresentazione. 
Questo include, tra le altre cose, la progettazione di rilevatori, fabbricazione ed analisi, misurazioni dei parametri fondamentali dell'atomo e del nucleo, sistemi di rappresentazione delle radiazioni.

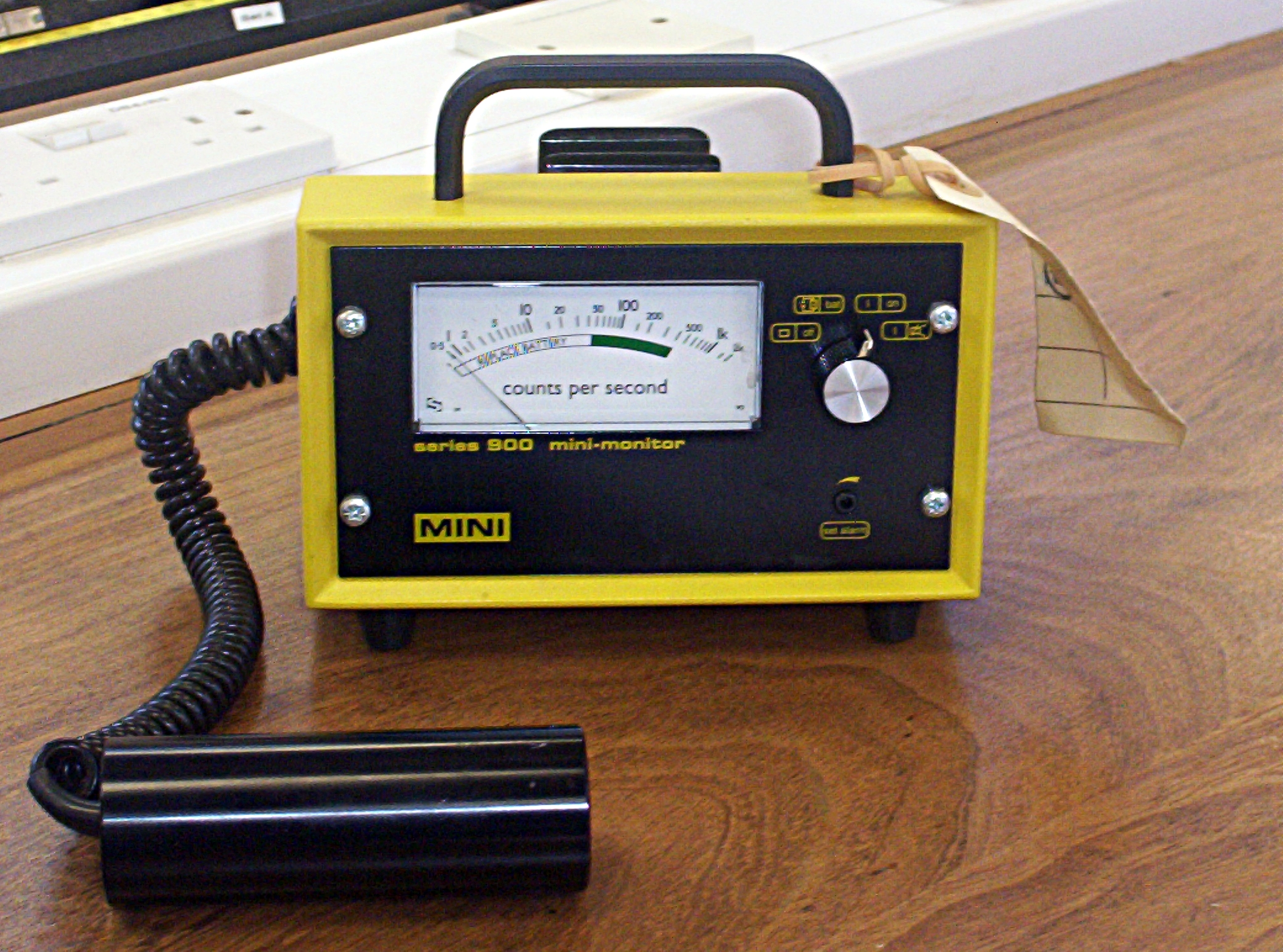
Un moderno contatore Geiger
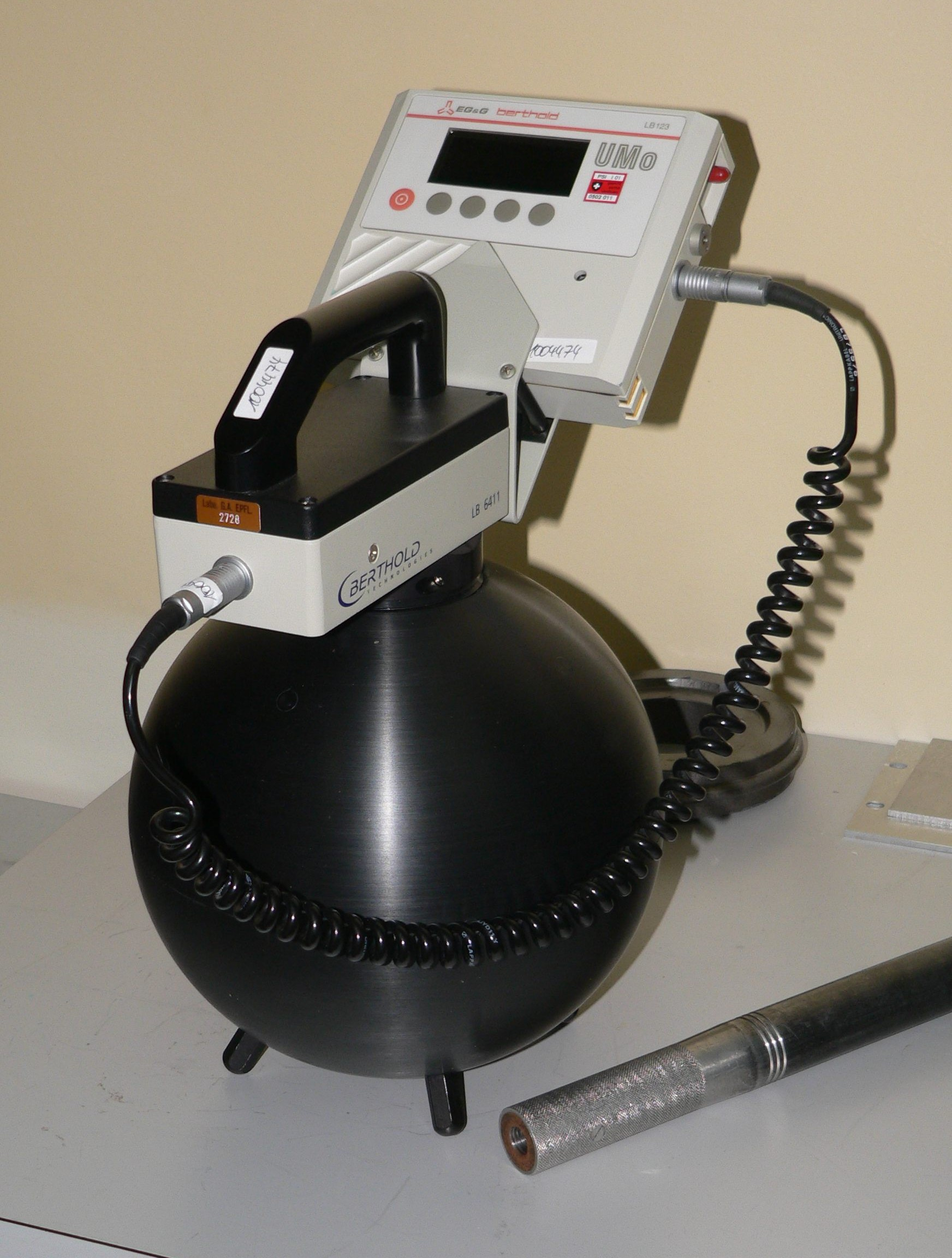
Un rilevatore di neutroni